# Pandémie de Covid-19 en Guinée
La pandémie de Covid-19 en Guinée démarre officiellement le 12 mars 2020. À la date du 7 octobre 2022, le bilan est de 455 morts.
Le pays avait été confronté en 2014, à l'épidémie d'Ebola que le médecin-colonel Remy Lamah, ministre de la Santé actuel, avait géré .

## Développement de la pandémie
Le 13 mars 2020, les autorités sanitaires signalent le premier cas confirmé de coronavirus en Guinée. Un ressortissant belge qui est un employé de la délégation de l'Union européenne en Guinée testé positif pour le coronavirus au centre de traitement des maladies infectieuses de Nongo,.

## Mesures de protection

### Mesures politiques
Durant la soirée du 13 mars 2020, la Guinée met en place des mesures pour contenir la propagation de l’épidémie. Ainsi, le gouvernement guinéen décide : 
- du suivi automatique des voyageurs en provenance de pays à haut risque où la transmission est locale ;
- de la confiscation des passeports des passagers en provenance des zones à haut risque durant leur période de suivi de quatorze jours ;
- de l'interdiction dans la capitale Conakry des rassemblements, dans un premier temps, de plus de 100 personnes, puis progressivement de 20 personnes[6] ;
- de la fermeture hermétique de l'aéroport international de Conakry Gbessia le lundi 23 mars 2020[7] ;
- d'un couvre-feu, allant de 21 h à 5 h, le 30 mars 2020 ainsi qu'une interdiction de mouvements des personnes de Conakry vers l’intérieur[8].

Au 2 avril 2020, le pays compte cinquante-deux cas de personnes infectées par la maladie, dont un cas de guérison et plus de 1 000 cas contact en situation d’observation médicale. Le président Alpha Condé annonce, sur les recommandations d'experts, des mesures renforcées dans la lutte contre la pandémie avec comme objectif de combattre et prévenir la propagation du Coronavirus à travers le pays.
L'état d'urgence est déclaré sur grand Conakry (Conakry, Coyah et Dubréka) depuis le 26 mars 2020 et le reste du pays reste sans état urgence.
Toutes les frontières terrestres sont fermées (entrées/sorties) pour tous les voyageurs en dehors du transport de marchandises depuis le 26 mars 2020 et jusqu'au 15 juillet renouvelable.
Pour les transports de marchandises, le nombre de convoyeurs est limité à 2 apprentis et 1 chauffeur. À leur entrée sur le territoire national, ils seront soumis au suivi comme contact, durant quatorze (14) jours. Le suivi peut se poursuivre en Guinée ou dans le pays de provenance, sous la coordination des autorités des deux pays.
Les transports en commun de la ville de Conakry sont soumis à une limitation de passagers : 3 passagers par voiture, 1 par moto, et 7 à 10 par minibus.
Les marchés ferment à partir de 18h pour le grand Conakry.
Les classes d’examen et les universités rouvrent le lundi 29 juin 2020.
Les lieux de culte ouvrent le 22 juin 2020 pour les préfectures qui n’ont pas enregistrées de malades de Covid-19.

### Mesures sanitaires
Le port du masque est obligatoire.
Les institutions républicaines, les départements ministériels, les administrateurs territoriaux et les élus locaux sont chargés de veiller au respect des gestes barrières sanitaires (installation de kits de lavage des mains, distanciation d’un mètre au moins, etc.)
Dans chaque localité, les autorités administratives compétentes et les forces de l’ordre sont invitées à faire appliquer de manière rigoureuse les mesures édictées.
En fonction de l’évolution de la lutte contre la maladie, de nouvelles mesures pourront être mises en place prochainement.

#### Essais avec l'artemisia annua
En avril 2020 le Dr Habib Kourouma, médecin épidémiologique et économiste de santé, est chargé par le gouvernement d'étudier les effets de l'artemisia annua sur le virus.

## Statistiques
| Date             | Cas positifs | Cas décédés | Cas rétablis | Nouveaux cas |
| ---------------- | ------------ | ----------- | ------------ | ------------ |
| 12 mars 2020     | 1            | 0           | 0            | 1            |
| 13 mars 2020     | 1            | 0           | 0            | 0            |
| 14 mars 2020     | 1            | 0           | 0            | 0            |
| 15 mars 2020     | 1            | 0           | 0            | 0            |
| 16 mars 2020     | 1            | 0           | 0            | 0            |
| 17 mars 2020     | 1            | 0           | 0            | 0            |
| 18 mars 2020     | 1            | 0           | 0            | 0            |
| 19 mars 2020     | 1            | 0           | 0            | 0            |
| 20 mars 2020     | 1            | 0           | 1            | 0            |
| 21 mars 2020     | 4            | 0           | 1            | 2            |
| 22 mars 2020     | 4            | 0           | 1            | 0            |
| 23 mars 2020     | 4            | 0           | 1            | 0            |
| 24 mars 2020     | 4            | 0           | 1            | 0            |
| 25 mars 2020     | 5            | 0           | 1            | 1            |
| 26 mars 2020,    | 8            | 0           | 1            | 3            |
| 27 mars 2020     | 9            | 0           | 1            | 1            |
| 28 mars 2020     | 16           | 0           | 1            | 7            |
| 29 mars 2020     | 22           | 0           | 1            | 6            |
| 30 mars 2020     | 22           | 0           | 1            | 6            |
| 31 mars 2020     | ?            | ?           | ?            | ?            |
| 1er avril 2020   | 31           | 0           | 1            | 9            |
| 2 avril 2020 ,   | 52           | 0           | 1            | 21           |
| 3 avril 2020     | 73           | 0           | 2            | 21           |
| 4 avril 2020     | 111          | 0           | 5            | 38           |
| 5 avril 2020     | 121          | 0           | 5            | 10           |
| 6 avril 2020     | 128          | 0           | 5            | 7            |
| 7 avril 2020     | 144          | 0           | 5            | 16           |
| 8 avril 2020     | 164          | 0           | 5            | 20           |
| 9 avril 2020     | 194          | 0           | 11           | 30           |
| 10 avril 2020    | 212          | 0           | 15           | 18           |
| 11 avril 2020    | 250          | 0           | 17           | 38           |
| 12 avril 2020    | 299          | 0           | 17           | 49           |
| 13 avril 2020    | 319          | 0           | 17           | 20           |
| 14 avril 2020    | 363          | 0           | 31           | 44           |
| 15 avril 2020    | 404          | 1           | 41           | 41           |
| 16 avril 2020    | 438          | 1           | 49           | 34           |
| 17 avril 2020    | 477          | 3           | 59           | 39           |
| 18 avril 2020    | 518          | 3           | 65           | 41           |
| 19 avril 2020    | 579          | 5           | 87           | 61           |
| 20 avril 2020    | 622          | 5           | 122          | 43           |
| 21 avril 2020    | 688          | 6           | 127          | 66           |
| 22 avril 2020    | 761          | 6           | 164          | 73           |
| 23 avril 2020    | 862          | 6           | 170          | 101          |
| 24 avril 2020    | 954          | 6           | 191          | 92           |
| 25 avril 2020    | 996          | 7           | 208          | 42           |
| 26 avril 2020    | 1094         | 7           | 225          | 98           |
| 27 avril 2020    | 1163         | 7           | 246          | 69           |
| 28 avril 2020    | 1240         | 7           | 269          | 77           |
| 29 avril 2020    | 1351         | 7           | 313          | 111          |
| 30 avril 2020    | 1495         | 7           | 329          | 144          |
| 1er mai 2020     | 1537         | 7           | 342          | 42           |
| 2 mai 2020       | 1586         | 7           | 405          | 49           |
| 3 mai 2020       | 1650         | 7           | 437          | 64           |
| 4 mai 2020       | 1710         | 9           | 450          | 60           |
| 5 mai 2020       | 1811         | 10          | 498          | 101          |
| 6 mai 2020       | 1856         | 11          | 597          | 45           |
| 7 mai 2020       | 1927         | 11          | 629          | 71           |
| 8 mai 2020       | 2009         | 11          | 663          | 82           |
| 9 mai 2020       | 2042         | 11          | 698          | 33           |
| 10 mai 2020      | 2146         | 11          | 714          | 104          |
| 11 mai 2020      | 2213         | 11          | 771          | 67           |
| 12 mai 2020      | 2298         | 11          | 816          | 85           |
| 13 mai 2020      | 2372         | 14          | 856          | 74           |
| 14 mai 2020      | 2473         | 14          | 895          | 101          |
| 15 mai 2020      | 2531         | 15          | 1094         | 58           |
| 16 mai 2020      | 2658         | 16          | 1113         | 127          |
| 17 mai 2020      | 2727         | 16          | 1183         | 69           |
| 18 mai 2020      | 2796         | 16          | 1263         | 69           |
| 19 mai 2020      | 2863         | 18          | 1525         | 67           |
| 20 mai 2020      | 2927         | 19          | 1548         | 67           |
| 21 mai 2020      | 3067         | 19          | 1575         | 140          |
| 22 mai 2020      | 3114         | 19          | 1615         | 47           |
| 23 mai 2020      | 3176         | 20          | 1631         | 62           |
| 24 mai 2020      | 3275         | 20          | 1673         | 99           |
| 25 mai 2020      | 3322         | 20          | 1701         | 47           |
| 26 mai 2020      | 3358         | 20          | 1783         | 36           |
| 27 mai 2020      | 3446         | 21          | 1895         | 88           |
| 28 mai 2020      | 3553         | 22          | 1950         | 107          |
| 29 mai 2020      | 3656         | 22          | 2000         | 103          |
| 30 mai 2020      | 3706         | 23          | 2030         | 50           |
| 31 mai 2020      | 3771         | 23          | 2112         | 65           |
| 1er juin 2020    | 3844         | 23          | 2135         | 73           |
| 2 juin 2020      | 3886         | 23          | 2267         | 42           |
| 3 juin 2020      | 3933         | 23          | 2332         | 47           |
| 4 juin 2020      | 3991         | 23          | 2512         | 58           |
| 5 juin 2020      | 4060         | 23          | 2667         | 69           |
| 6 juin 2020      | 4117         | 23          | 2857         | 57           |
| 7 juin 2020      | 4165         | 23          | 2877         | 48           |
| 8 juin 2020      | 4216         | 23          | 2918         | 51           |
| 9 juin 2020      | 4258         | 23          | 2942         | 42           |
| 10 juin 2020     | 4291         | 23          | 3009         | 33           |
| 11 juin 2020     | 4372         | 23          | 3033         | 81           |
| 12 juin 2020     | 4426         | 24          | 3106         | 54           |
| 13 juin 2020     | 4484         | 25          | 3213         | 58           |
| 14 juin 2020     | 4534         | 25          | 3234         | 50           |
| 15 juin 2020     | 4572         | 26          | 3259         | 38           |
| 16 juin 2020     | 4639         | 26          | 3327         | 67           |
| 17 juin 2020     | 4668         | 26          | 3364         | 29           |
| 18 juin 2020     | 4841         | 26          | 3467         | 173          |
| 19 juin 2020     | 4904         | 27          | 3522         | 63           |
| 20 juin 2020     | 4960         | 27          | 3580         | 56           |
| 21 juin 2020     | 4988         | 27          | 3669         | 28           |
| 22 juin 2020     | 5040         | 28          | 3685         | 52           |
| 23 juin 2020     | 5104         | 29          | 3744         | 64           |
| 24 juin 2020     | 5174         | 29          | 3861         | 70           |
| 25 juin 2020     | 5211         | 29          | 3954         | 37           |
| 26 juin 2020     | 5260         | 29          | 4155         | 49           |
| 27 juin 2020     | 5291         | 30          | 4215         | 31           |
| 28 juin 2020     | 5342         | 31          | 4282         | 51           |
| 29 juin 2020     | 5351         | 31          | 4296         | 09           |
| 30 juin 2020     | 5391         | 33          | 4326         | 40           |
| 1er juillet 2020 | 5404         | 33          | 4346         | 13           |
| 2 juillet 2020   | 5450         | 33          | 4392         | 46           |
| 3 juillet 2020   | 5521         | 33          | 4446         | 71           |
| 4 juillet 2020   | 5570         | 34          | 4496         | 49           |
| 5 juillet 2020   | 5610         | 34          | 4522         | 40           |
| 6 juillet 2020   | 5636         | 34          | 4542         | 26           |
| 7 juillet 2020   | 5697         | 34          | 4577         | 61           |
| 8 juillet 2020   | 5741         | 35          | 4602         | 44           |
| 9 juillet 2020   | 5881         | 36          | 4672         | 140          |
| 10 juillet 2020  | 5969         | 37          | 4732         | 88           |
| 11 juillet 2020  | 6044         | 37          | 4802         | 75           |
| 12 juillet 2020  | 6141         | 37          | 4862         | 97           |
| 13 juillet 2020  | -            | -           | -            | -            |
| 14 juillet 2020  | -            | -           | -            | -            |
| 15 juillet 2020  | 6276         | 38          | 4981         | 76           |
| 16 juillet 2020  | 6359         | 39          | 5012         | 83           |
| 17 juillet 2020  | 6430         | 39          | 5233         | 71           |
| 18 juillet 2020  | 6491         | 39          | 5257         | 61           |
| 19 juillet 2020  | 6544         | 39          | 5511         | 53           |
| 20 juillet 2020  | 6590         | 40          | 5591         | 46           |
| 21 juillet 2020  | 6652         | 41          | 5771         | 62           |
| 22 juillet 2020  | 6747         | 41          | 5891         | 95           |
| 23 juillet 2020  | 6806         | 42          | 5999         | 59           |
| 24 juillet 2020  | 6867         | 42          | 6063         | 61           |
| 25 juillet 2020  | 6927         | 42          | 6098         | 60           |
| 26 juillet 2020  |              |             |              |              |

### Statistiques par mois

#### Mars 2020
Nombre de nouveaux cas positifs par jour en Guinée (1er au 31 mars) 

Pour des raisons techniques, il est temporairement impossible d'afficher le graphique qui aurait dû être présenté ici.

Nombre de guéris par jour en Guinée(1er au 31 mars) 

Pour des raisons techniques, il est temporairement impossible d'afficher le graphique qui aurait dû être présenté ici.

#### Avril 2020
Nombre de nouveaux cas positifs par jour en Guinée 

Pour des raisons techniques, il est temporairement impossible d'afficher le graphique qui aurait dû être présenté ici.

Nombre de guéris par jour en Guinée(1er au 30 avril) 

Pour des raisons techniques, il est temporairement impossible d'afficher le graphique qui aurait dû être présenté ici.

#### Mai 2020
Nombre de nouveaux cas positifs par jour en Guinée 

Pour des raisons techniques, il est temporairement impossible d'afficher le graphique qui aurait dû être présenté ici.

Nombre de guéris par jour en Guinée(1er au 31 mai) 

Pour des raisons techniques, il est temporairement impossible d'afficher le graphique qui aurait dû être présenté ici.

#### Juin 2020
Nombre de nouveaux cas positifs par jour en Guinée 

Pour des raisons techniques, il est temporairement impossible d'afficher le graphique qui aurait dû être présenté ici.

Nombre de guéris par jour en Guinée(1er au 30 juin) 

Pour des raisons techniques, il est temporairement impossible d'afficher le graphique qui aurait dû être présenté ici.

#### Juillet 2020
Nombre de nouveaux cas positifs par jour en Guinée 

Pour des raisons techniques, il est temporairement impossible d'afficher le graphique qui aurait dû être présenté ici.

Nombre de guéris par jour en Guinée(1er au 31 juillet) 

Pour des raisons techniques, il est temporairement impossible d'afficher le graphique qui aurait dû être présenté ici.

#### Août 2020
En août, il y avait 2 101 nouveaux cas et 13 décès, portant le nombre de cas à 9 409 dont 59 décès.

#### Septembre 2020
En septembre, il y avait 1 225 nouveaux cas et sept décès, portant le nombre de cas à 10 634 dont 66 décès.

#### Octobre 2020
En octobre, il y avait 1 438 nouveaux cas et six décès, portant le nombre de cas à 12 072 dont 72 décès.

#### Novembre 2020
En novembre, il y avait 1 047 nouveaux cas et quatre décès, portant le nombre de cas à 13 119 dont 76 décès.

#### Décembre 2020
En décembre, il y avait 603 nouveaux cas et cinq décès, portant le nombre de cas à 13 722 dont 81 décès.

#### Janvier 2021
En janvier, il y avait 824 nouveaux cas et un décès, portant le nombre de cas à 14 546 dont 82 décès.

#### Février 2021
En février, il y avait 1 446 nouveaux cas et sept décès, portant le nombre de cas à 15 992 dont 89 décès.

#### Mars 2021
En mars, il y avait 4 091 nouveaux cas et 38 décès, portant le nombre de cas à 20 083 dont 127 décès.

#### Avril 2021
En avril, il y avait 2 132 nouveaux cas et 17 décès, portant le nombre de cas à 22 215 dont 144 décès.

#### Mai 2021
En mai, il y avait 962 nouveaux cas et 17 décès, portant le nombre de cas à 23 177 dont 161 décès.

#### Juin 2021
En juin, il y avait 576 nouveaux cas et 8 décès, portant le nombre de cas à 23 753 dont 169 décès.

#### Juillet 2021
En juillet, il y avait 2 161 nouveaux cas et 63 décès, portant le nombre de cas à 25 914 dont 232 décès.

#### Août 2021
En août, il y avait 3 627 nouveaux cas et 106 décès, portant le nombre de cas à 29 541 dont 338 décès.

#### Septembre 2021
En septembre, il y avait 879 nouveaux cas et 41 décès, portant le nombre de cas à 30 420 dont 379 décès.

#### Octobre 2021
En octobre, il y avait 233 nouveaux cas et six décès, portant le nombre de cas à 30 653 dont 385 décès.

#### Novembre 2021
En novembre, il y avait 117 nouveaux cas et deux décès, portant le nombre de cas à 30 770 dont 387 décès.

#### Décembre 2021
En décembre, il y avait 1 901 nouveaux cas et quatre décès, portant le nombre de cas à 32 671 dont 391 décès.

#### Janvier 2022
En janvier, il y avait 3 399 nouveaux cas et 28 décès, portant le nombre de cas à 36 070 dont 419 décès.

#### Février 2022
En février, il y avait 327 nouveaux cas et 29 décès, portant le nombre de cas à 36 397 dont 440 décès.

#### Mars 2022
En mars, il y avait 62 nouveaux cas, portant le nombre de cas à 36 459 dont 440 décès.

#### Avril 2022
En avril, il y avait 90 nouveaux cas et deux décès, portant le nombre de cas à 36 549 dont 442 décès.

#### Mai 2022
En mai, il y avait 253 nouveaux cas, portant le nombre de cas à 36 802 dont 442 décès.

#### Juin 2022
En juin, il y avait 321 nouveaux cas et un décès, portant le nombre de cas à 37 123 dont 443 décès.

#### Juillet 2022
En juillet, il y avait 344 nouveaux cas et deux décès, portant le nombre de cas à 37 467 dont 445 décès.

#### Août 2022
En août, il y avait trois nouveaux cas et deux décès, portant le nombre de cas à 37 470 dont 447 décès.

#### Septembre 2022
En septembre, il y avait 588 nouveaux cas et deux décès, portant le nombre de cas à 38 058 dont 449 décès.

#### Octobre 2022
En octobre, il y avait 95 nouveaux cas et 15 décès, portant le nombre de cas à 38 153 dont 464 décès.

#### Novembre 2022
En novembre, il y avait 23 nouveaux cas, portant le nombre de cas à 38 176 dont 464 décès.

#### Décembre 2022
En décembre, il y avait 34 nouveaux cas et deux décès, portant le nombre de cas à 38 210 dont 466 décès.

## Personnalités guinéennes touchées

### Guéris
1. Hadja Saran Daraba Kaba, fondatrice du Réseau des femmes de l'union du fleuve Mano pour la Paix[49].
2. Mouctar Diallo, ministre de la Jeunesse et de l’Emploi des Jeunes[50].
3. Hadja Rabiatou serah Diallo, présidente du Conseil économique et social (CES)[51],[52]
4. Moustapha Naité, ministre guinéen des travaux publics[53].
5. Moussa Yero Bah, Chroniqueur des grands gueule espace TV.
6. Makalé Traoré, présidente de la Coalition des filles et femmes de Guinée (COFFIG)[54].
7. Habib Baldé, député guinéen[55]

### Morts
1. Salifou Kébé, président de la Commission électorale nationale indépendante (CENI)
2. Sékou Kourouma, Secrétaire général du gouvernement[56].
3. Honorable Louceny Fofana, 2e vice-président de l'Assemblée nationale guinéenne[57]
4. Victor Traoré, ancien directeur d’Interpol Guinée[58]
5. Ibrahim Kalil Konaté, ancien ministre guinéen[59]
6. Emmanuel Félémou, évêque de Kankan[60]

## Galerie
- Covid-19 en Guinée
- Préparatifs anti-Covid-19
- Manifestations réclamant la réouverture des mosquées (13 mai 2020).
- Jeune homme masqué transportant du bois (15 avril 2020).